# 廣東高等法院
廣東省高等法院，是中華民國大陸時期的二級法院之一，屬於普通法院，行政組織上直屬司法行政部之監督；審級上以最高法院為上級審法院。
民國38年（1949年）10月广东战役后，解放軍進入廣州。廣東高等法院及下级法院由解放军广州市军事管制委员会接管、進一步改組轉變為广东省人民法院、广东省高级人民法院。

## 歷史沿革
辛亥革命後，廣東軍政府正式成立，下設司法司。民國2年（1913年）1月19日，依據臨時大總統孫中山發佈第六號令，各省司法司改為司法籌備處。民國3年（1914年），中央司法部以各省司法經費浩大為由，將司法籌備處撤銷，各省司法行政事務由高等審判廳廳長及高等檢察廳檢察長分別接管。袁世凱復辟帝制後，民國5年（1916年）4月6日廣東宣佈獨立。4月21日改舊制，將高等審判、檢察兩廳合併，改設為「廣東司法廳」；8月4日，撤銷廣東司法廳，恢復廣東高等審判和檢察兩廳。民國14年（1925年）11月10日，高等審判、檢察2廳改組為控訴法院，歸廣東省司法廳管轄。
民國16年（1927年）10月14日，南京國民政府發出命令，為統一司法制度，撤銷各省司法廳，實行高等法院制度，統一設立高等法院、高等法院分院和地方法院。民國17年（1928年）1月7日，廣東控訴法院改稱「廣東高等法院」。同月20日，廣東司法廳撤銷，由廣東高等法院兼管全省司法行政事務，地方法院也負有監督、管理所屬司法行政事項之責。民國24年（1935年）7月實施《法院組織法》，改四級三審制為三級三審制。

## 駐地
設在廣東省省會廣州市倉邊路。抗戰期間，廣東高等法院多次搬遷。民國27年（1938年）11月初，廣東高等法院遷至連縣，初駐泥潭村，後改駐縣城太守廟；民國33年（1944年）12月，隨省政府遷往平遠縣，院址設於原平遠縣城東。民國34年（1945年）8月，抗戰結束後，廣東高等法院遷回省會廣州。

## 分院
民國18年(1929年)，廣東在瓊崖、高雷、欽廉3地各增設高等分院一所。民國23年(1934年)，在汕頭設高等法院第一分院，合浦設高等法院第二分院，瓊山設高等法院第三分院。民國25年(1936年)，國民政府頒佈的《法院組織法》開始實施。根據《法院組織法》，廣東除已設的3個高等法院分院外，又增設5個高等法院分院：曲江第四分院、惠陽第五分院、高要第六分院、茂名第七分院、梅縣第八分院。受戰爭影響，海南島第三分院職務暫行結束，抗戰結束後恢復。民國37年（1948年）1月，按照國民政府司法行政部的訓令，8個分院改以所在縣市命名，依序分別改稱為汕頭分院、北海分院、瓊山分院、曲江分院、惠陽分院、高要分院、茂名分院、梅縣分院。民國38年（1949年）4月，海南島成立海南特別行政區，原廣東省高等法院瓊山分院獨立為海南高等法院，負責全島16個縣的司法事務，並在崖縣設立一個高等法院分院。
廣東高等法院汕頭分院
民國18年（1929年）在汕頭市成立「廣東高等法院第三分院」，民國23年（1934年）改稱「廣東高等法院第一分院」。民國37年（1948年）以所在地命名，改稱「廣東省高等法院汕頭分院」。
廣東高等法院北海分院
民國18年（1929年）在茂名縣成立「廣東高等法院第二分院」，民國23年（1934年）分院移駐合浦縣北海鎮。民國37年（1948年）以所在地命名，改稱「廣東省高等法院北海分院」。
廣東高等法院瓊山分院
民國18年（1929年）在瓊山縣海口市成立「廣東高等法院第一分院」，民國23年（1934年）改稱「廣東高等法院第三分院」。民國37年（1948年）以所在地命名，改稱「廣東省高等法院瓊山分院」。民國38年（1949年）6月昇格為「海南高等法院」。
廣東高等法院曲江分院
民國25年（1936年）在曲江縣成立「廣東高等法院第四分院」，民國37年（1948年）以所在地命名，改稱「廣東省高等法院曲江分院」。
廣東高等法院惠陽分院
民國25年（1936年）在惠陽縣成立「廣東高等法院第五分院」，民國37年（1948年）以所在地命名，改稱「廣東省高等法院惠陽分院」。
廣東高等法院高要分院
民國25年（1936年）在高要縣成立「廣東高等法院第六分院」，民國37年（1948年）以所在地命名，改稱「廣東省高等法院高要分院」。
廣東高等法院茂名分院
民國25年（1936年）在茂名縣成立「廣東高等法院第七分院」，民國37年（1948年）以所在地命名，改稱「廣東省高等法院茂名分院」。
廣東高等法院梅縣分院
民國25年（1936年）在梅縣成立「廣東高等法院第八分院」，民國37年（1948年）以所在地命名，改稱「廣東省高等法院梅縣分院」。

### 組織
在《法院組織法》未施行之前，依據《廣東高等法院分院的暫行組織條例》，作為廣東本省高等分院及地方分院機構及人員設置的法律依據。各級法院組織概況：
- 高等法院：民事設4庭，刑事設兩庭；各置庭長1員，推事兩員。設檢察辦公處，配置首席檢察官1員，檢察官3員，並設書記廳。
- 地方法院：民事設2庭、刑事設1庭；各置庭長1員、推事兩員。設拍賣所，置書記官兩員；設清理私案庭，置庭長1員，推事兩員；設檢察辦事處，置首席檢察官1員，檢察官、候補檢察官3員。

### 事務
綜理全省司法行政事務。各縣分庭受理本縣初級及地方第一審案件；地方法院受理所在縣初級及地方第一審案件暨所屬初級上訴案件；高等法院受理全省初級上告（即第三審）暨地方上訴案件。

## 地方法院
民國17年(1928年)，原地方審檢廳改設為地方法院：廣州、惠州、南韶連、高雷、潮梅、肇羅、欽廉、瓊崖，並設83縣分庭：除已設立地方法院之縣及佛岡1縣因有特別情形合併於清運（稱清佛分庭）外，其它各縣均各設有縣分庭1所以上。
民國23年（1934年），廣東將分院所在地的原有地方法院裁撤，改為地方庭，附設分院內，計汕頭、合浦、瓊山3個。此外，又將訴訟案件較少的河源、儋縣、南雄、欽縣、瓊東等5個地方法院改為地方分院。
民國24年（1935年）底，廣東省有地方法院22個，地方分院66個。
民國35年（1946年）6月，廣東原有法院均己恢復辦公。同時，又增設湛江、定安、臨高、白沙、樂會、陵水、保亭、樂東、昌江、高明、博羅、佛岡12個地方法院。此時，廣東共設有95個地方法院：連山、曲江、梅縣、羅定、興寧、高要、合浦，茂名、陽江、龍川、五華、靈山、新會、和平、始興、河源、陸豐、海康、新豐、清遠、新興、陽山、潮安、惠來、欽縣、徐聞、陽春、翁源、惠陽、普寧、電白、三水、郁南、饒平、從化、四會、廣寧、蕉嶺、揭陽、雲浮、化縣、南雄、封川、大埔、遂溪、廉江、開建、英德、豐順、仁化、信宜、紫金、平遠、吳川、潮陽、開平、鶴山、臺山、花縣、龍門、德慶、連平、海豐、防城、樂昌、恩平、乳源、連縣、汕頭、廣州、順德、中山、增城、澄邁、文昌、瓊山、湛江、東莞、萬寧、寶安、感恩、崖縣、瓊東、博羅、佛岡、定安、高明、儋縣、臨高、樂會、昌江、樂東、白沙、陵水。

## 業務機構

### 監管機構
民國元年（1912年）中華民國建立後，接收清代遺留的監獄外，還改良了部分縣監，建立了陸海軍監獄，形成改良的新監與舊監並存、普通監獄與軍隊監獄並存的局面。民國2年（1913年），廣東護軍使署在廣州開設兩所陸軍監獄和一所海軍監獄，廣東軍政府員警廳在廣州南石頭設立警戒場。民國3年（1914）將「廣東模範監獄」改稱為「廣州監獄」；「省城罪犯習藝所」改稱「廣州第一分監」；縣監則按關押人數的160人、100人、50人、20人分別劃分為甲、乙、丙、丁4種，同時，把用於拘置監的看守所和監獄分離開來。省法院下設監獄科，有官員10人，具體負責廣東省監獄事務。地方監獄由地方法院具體管理，但縣長仍兼理獄政事務。
民國26年（1937年）廣東省共有監所101所：廣東第一監獄、廣州看守所、廣州公安局懲教場、第一集團軍總司令部反省院、汕頭市公安局懲教場、梅菉監獄、廣東省感化院和94所縣監。民國27年（1938年），因日軍入侵廣東，其餘監獄停辦。後在未淪陷的縣逐步恢復、擴充。至民國30年（1941年）底，開辦乙種新監4所，序號為廣東第二（連縣）、第三（羅定）、第四（信宜）、第五（平遠）監獄，另外開辦了地方法院看守所附設監獄62個，縣監獄4個。民國33年（1944年），國民政府在曲江建成「廣東第二監獄」。從民國34年（1945年）抗戰結束後，逐年籌建了高要「廣東第三監獄」、茂名「廣東第四監獄」、梅縣「廣東第五監獄」和湛江監獄。並收回廣州看守所、廣東第一監獄。至民國38年（1949年）為止，廣東各地建有普通監所103個、看守所4個、地方法院看守所附設監獄93個，除南海、番禺、赤溪、梅菉、連南、澄海、南澳、新民、瓊中等縣未設外，其餘各縣均設1個。中共駐廣東後，各地監獄全數由中共接管。

### 律師機構
民國時期，根據民國政府成立初年頒佈的《律師章程》有關規定，建立「廣東省律師公會」。民國2年（1913年）2月，廣東籌建廣東律師公會，後因各地區陸續有公會組織，故改為廣州律師公會。民國4年（1915年），黎慶恩等22名律師成立廣東第一個律師團體組織——「廣州律師公會」。至民國25年（1936年）6月止，會員已達743人。民國27年（1938年）隨省政府北遷韶關，成立曲江律師公會。民國34年抗戰結束後，廣州光復，10月接管偽廣州律師公會。民國35年（1946年）11月，廣州律師公會改組理監事制，廣州律師公會第一屆理監事會成立，選出理事21人、監事7人，會員人數有483人（其中女性14人）。民國37年（1948年）11月，廣州律師公會選舉第二屆理監事，會員人數有611人。民國38年（1949年）10月解放軍進入廣州市，廣州律師公會停止活動。　　 
民國元年（1912年）起，廣東先後有廣州（佛山、三水、南海律師就近加入廣州公會）、汕頭、澄海、新會、臺山、潮安、梅縣、惠陽、肇慶（高要）、曲江、合浦、茂名、瓊崖（瓊山）、潮陽、郁南、中山、陽江、順德、興寧等共19個地區設立了律師公會。　

### 公證機構
民國9年（1920年）開始，廣東法院辦理公證。民國24年（1935年）司法院擬定《公證暫行規則》，在全國逐步推行公證制度。廣東省於民國29年（1940年）設立公證機構創，於連山、曲江、梅縣、羅定、興寧、合浦等12個縣級地方法院首批成立公證處。次年，臺山、花縣、新會、惠陽、普寧、南雄、仁化、潮陽、開平、紫金、吳川、從化等48個縣地方法院相繼設立公證處。民國31年（1942年），德慶、連平、海豐、防城、樂昌、恩平等6個縣先後成立公證處。至此，廣東設立公證處共68處，佔當時全國264個公證處的26%。民國32年（1943年）後，廣東省依據國民政府頒佈的《公證法》，在各地方法院一律設立公證處，至民國36年（1947年），廣東地方法院共有98.9%，即94處成立公證處。　　